# Чортківська Божа Мати

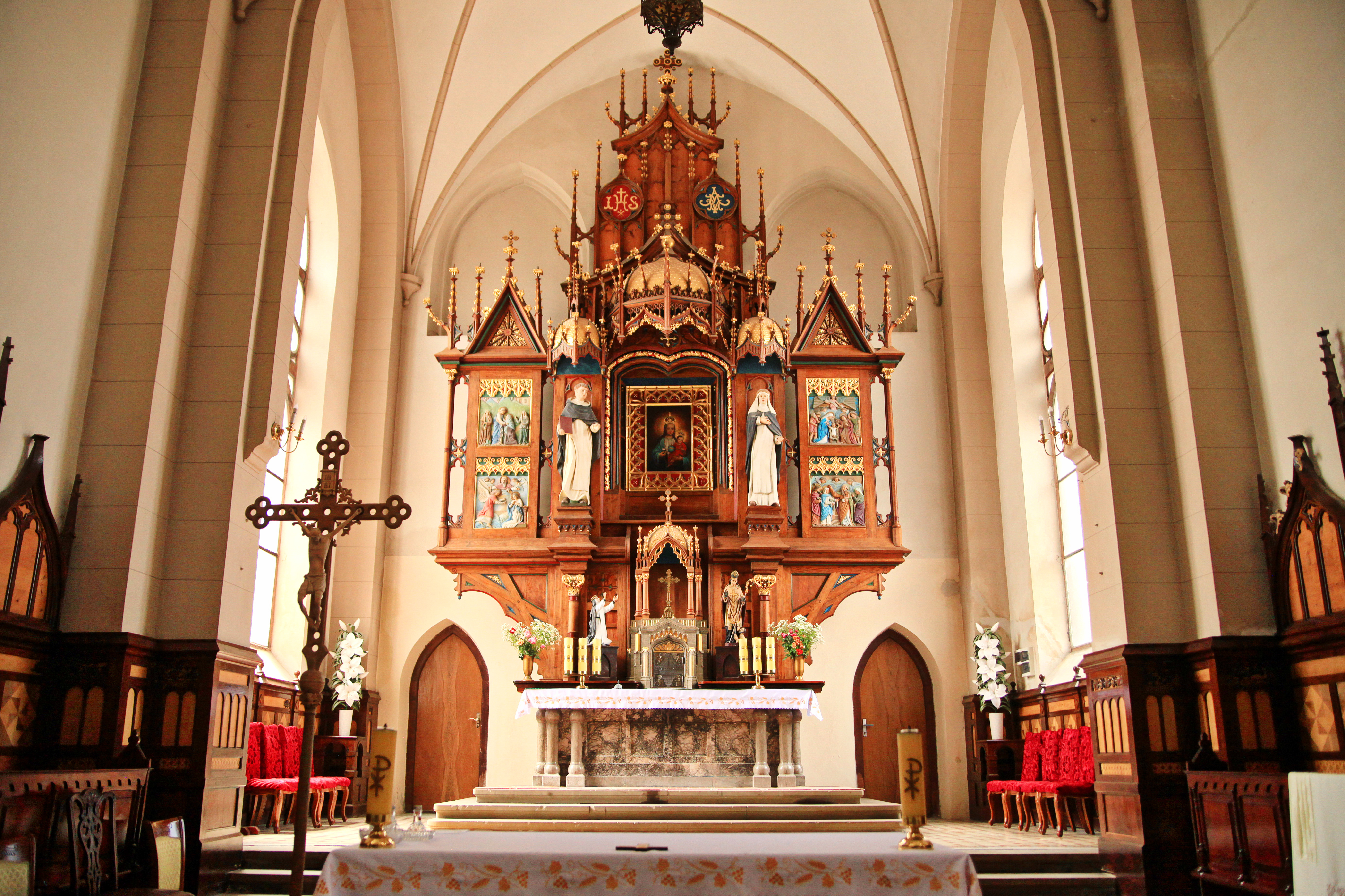
Точна копія Чудотворного образу Чортківської Матері Божої Святого Розарію в головному вівтарі костелу Святого Станіслава в Чорткові.

Чудотворний образ Чортківської Матері Божої Святого Розарію або Чортківська Божа Мати — чудотворна коронована ікона Богородиці, яка перебуває в каплиці Косовських костелу Святого Яцека в місті Варшаві (Польща).

## Відомості
Чудотворний образ походить з Островні під Вітебськом (кін. XV ст.), де він був відомим, як Островецький. 1654 року в період експансії московитів на білоруські землі домініканці таємно вивезли образ до костелу Святої Марії Магдалини у Львові, в якому протягом десяти років щодо образу зафіксовано 86 чуд.
1663 року король Речі Посполитої Ян Казимир під час військового походу на Москву подарував чортківським оо. домініканцям образ з латинським написом: «Ян Казимир, король Польщі, був у Чорткові з чудотворним образом із Островні».
1945 року святу реліквію перевезли до Кракова, де її спочатку піддали консервації, а у вересні 1983 року була поміщена до каплиці Косовських костелу Святого Яцека у Варшаві.
2002 року корону для точної копії варшавського образу освятив Папа Римський Іван Павло II, а вклав на скроні Ісуса і Марії львівський митрополит архієпископ Мечислав Мокшицький. 29 серпня 2009 року відбулася урочиста коронація чудотворної ікони Матері Божої Святого Розарію, яка нині розташована в головному вівтарі костелу Святого Станіслава в Чорткові.